# Кузовлево (Новосибирская область)
Кузовлево — исчезнувшая деревня в Венгеровском районе Новосибирской области России. На момент упразднения входила в состав Тартасского сельсовета. Исключена из учётных данных в 1975 году.

## География
Располагалась между озерами Сивер и Утиное (Кильчик), в 5 км к юго-западу от деревни Тюсмень.

## История
В 1928 году деревня состояла из 73 хозяйств. В административном отношении являлась центром Кузовлевского сельсовета Меньшиковского района Барабинского округа Сибирского края. В деревне располагались школа 1-й ступени, изба-читальня, маслозавод и лавка общества потребления.
В 1952 году центр сельсовета перенесен в село Селикла. С 1955 году после объединения сельсоветов в составе Ильинского сельсовета.
Решением Новосибирского облисполкома от 12.08.1975 г. № 567а деревня исключена из учётных данных.

## Население
По переписи 1926 г. в деревне проживало 407 человек (198 мужчин и 209 женщин), основное население — русские.